# Diamonds Are Forever (Legs Diamond)
Diamonds Are Forever è il nono album dei Legs Diamond, pubblicato nel 2005 per l'etichetta discografica AOR Heaven.

## Tracce
1. Don't Turn Away (Legs Diamond, Prince) 5:05
2. Time Will Never Change (Legs Diamond, Prince, Romeo) 6:03
3. Good Time (Legs Diamond, Prince) 5:01
4. King of Speed (Legs Diamond, Prince, Romeo) 3:34
5. Trouble (Legs Diamond, Prince, Romeo) 4:13
6. This Time Around (Legs Diamond, Prince, Romeo) 5:07
7. Let It Go (Legs Diamond, Prince, Romeo) 4:31
8. Will You Remember Me (Legs Diamond, Prince, Romeo) 7:54
9. Rain Down (Legs Diamond, Romeo) 3:34
10. Loneliness (Legs Diamond, Prince, Romeo) 4:59
11. Get You Home (Legs Diamond, Romeo) 3:04
12. Change (Legs Diamond, Levesque) 4:18 (bonus track)
13. For All We Know [strumentale] (Legs Diamond, Prince) 6:18 (bonus track)

## Formazione
- John Levesque - voce
- Roger Romeo - chitarra solista
- Mike Prince - chitarra ritmica, tastiere
- Adam Kury - basso
- Jeff Poole - batteria